# 利物鳥

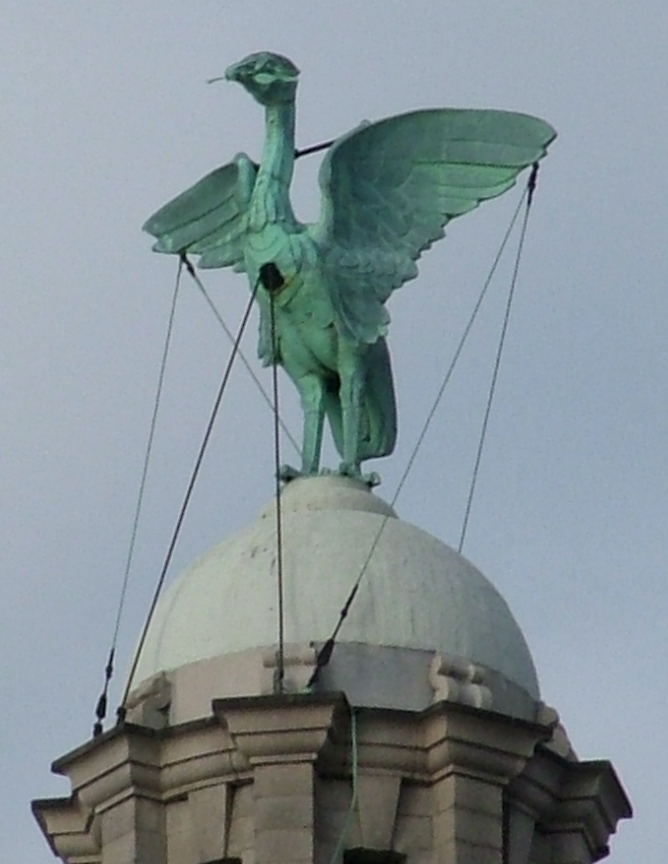
皇家利物大廈頂部利物鳥塑像。

利物鳥（英語：Liver Bird，/ˈlaɪvə ˌbɜːd/）是英國英格蘭利物浦的城市標誌。

## 歷史

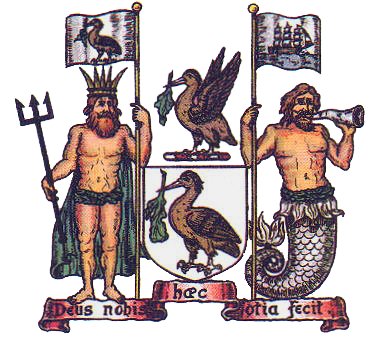
利物浦市議會的紋章：中間可見利物鳥。

最初使用利物鳥作為利物浦象徵的是在其1350年代的印章，這印章現已存放於大英博物館。於1668年，德比伯爵（Earl of Derby）送贈了一個刻有利物鳥的權杖給鎮議會。於1797年，英國紋章院授予利物浦正式的紋章，其上就以利物鳥為記號。
自此以後利物鳥就以不同的形式代表著利物浦。最為明顯的標示是兩隻位於利物浦码头顶（Pier Head）皇家利物大廈上的利物鳥，俯瞰著默西河（River Mersey）。皇家利物大廈可能是市內最著名的建築物，其上有兩個鐘樓，鐘樓上各有一隻像鸕鶿的利物鳥。
另外在其他地方也有利物鳥的標誌，包括在聖尼克勒斯教堂（Church of Our Lady and Saint Nicholas）側的辦公大樓及在默西賽德海洋博物館的石像。

## 可能物種
一直以來就利物鳥的可能物種就存在著爭議及混淆。
中世紀印章上的利物鳥十分普通，但印章內卻有提及授予利物浦憲章的約翰國王。約翰國王經常使用與聖約翰有關的鷹的標記。利物鳥的喙上更有一小枝的金雀花，而金雀花正是金雀花王朝皇室的標誌。
到了17世紀，利物鳥的起源已漸漸被忘記，卻以出沒於利物浦近海的鸕鶿為參考。當時權杖的名稱更被混淆成為古低地荷蘭語的「琵鷺」，但在英格蘭北部很少會見到琵鷺。
英國紋章院以鸕鶿來製作利物浦的紋章，在其喙上加上紫菜，暗示利物鳥的名字是來自該小枝的紫菜。

## 商標
於2008年11月，利物浦足球俱樂部嘗試將其徽章上的利物鳥註冊成商標。經過多次討論後，利物浦足球俱樂部最終於2010年9月4日成功將利物鳥註冊為其商標。

## 外部連結
- 默西賽德海洋博物館
- 皇家利物大廈